# Procesos de Memoria, Verdad y Justicia
Se denomina procesos de Memoria, Verdad y Justicia a los procesos que culminan en los juicios por delitos de lesa humanidad llevados a cabo contra los responsables de las violaciones a los derechos humanos realizados en el marco del terrorismo de Estado ocurrido durante la última dictadura cívico-eclesial-militar en la Argentina entre 1976 y 1983. Entre ellos se encuentran tanto las acciones de las organizaciones de Derechos Humanos, como Madres de Plaza de Mayo, Abuelas de Plaza de Mayo o HIJOS, como las diferentes políticas públicas como la creación de la CONADEP, la creación de leyes reparatorias, las restituciones de los niños y niñas apropiados, los Juicios por la Verdad, la señalización de los Sitios de memoria en la Argentina en los espacios donde funcionaron los centros clandestinos de detención y la creación de Espacios de la Memoria.
Estos procesos, que buscan conocer la verdad de los hechos históricos, apuntan a combatir la impunidad de los represores y genocidas argentinos. Estos procesos de consolidación de la democracia han convertido a la Argentina en un referente internacional en materia de derechos humanos.

## CONADEP
La CONADEP (Comisión Nacional sobre la Desaparición de Personas) fue una comisión asesora creada por el presidente Raúl Alfonsín el 15 de diciembre de 1983 con el objetivo de investigar las graves, reiteradas y planificadas violaciones a los derechos humanos cometidos durante la dictadura militar.  
La comisión recorrió todo el país en busca de testimonios de sobrevivientes, de familiares, de represores y de los edificios utilizados como centros de detención; realizaron un inventario de todas las desapariciones denunciadas y de todos los centros clandestinos; confeccionaron mapas, clasificaron los relatos e hicieron un análisis a fin de reconstruir el modo de operar del terrorismo de Estado.
La comisión produjo un informe final, nombrado Nunca más, que registraba la existencia de 8.961 desaparecidos y de 380 centros clandestinos de detención.

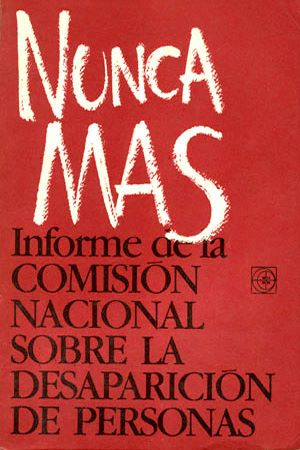

## Juicio a las Juntas Militares
En 1984, la Cámara Federal desplazó al tribunal militar ante la evidencia de la demora injustificada de la justicia militar para enjuiciar a las juntas militares, por lo que se hizo cargo directamente de la causa. El juicio tuvo una gran trascendencia internacional y sobre todo para la región, en donde en los países limítrofes como Chile, Uruguay o Brasil, que sufrieron crímenes similares, llevar a los represores ante la justicia fue imposible y nunca condenaron a sus criminales.
Entre el 22 de abril y el 14 de agosto de 1985 se realizó el juicio en el que declararon 833 personas, entre ellos ex detenidos desaparecidos, familiares de las víctimas y personal de las fuerzas de seguridad.  El juicio demostró la responsabilidad de los jerarcas de las juntas y la falsedad de cualquier hipótesis sobre «excesos propios de cualquier acción militar» como pretendían los comandantes.
Condenas
- Jorge Rafael Videla fue condenado a reclusión perpetua e inhabilitación absoluta perpetua con la accesoria de destitución como autor responsable de los delitos de homicidio agravado por alevosía reiterado en 16 casos, por homicidio agravado por alevosía y por el concurso de varias personas en 50 casos, por la privación ilegal de la libertad agravada por amenazas y violencias en 306 casos, por tormentos en 93 casos, por tormentos seguidos de muerte en 4 casos, por robo en 26 y fue absuelto por falta de pruebas por homicidio calificado en 19 casos, privación ilegítima de la libertad calificada en 94 casos, tormentos en 164 casos, por robo en 64 casos, por sustracción de menor en 6 casos, por reducción a servidumbre en 23 casos, por usurpación en 5 casos, por secuestro extorsivo en 3 casos, por falsedad ideológica en 120 casos y por supresión de documento público.[6]
- Emilio Eduardo Massera fue condenado a reclusión perpetua e inhabilitación absoluta perpetua con la accesoria de destitución como autor responsable de los delitos de homicidio agravado por alevosía en 3 casos, por privación ilegal de la libertad calificada por violencia y amenazas en 69 casos, por tormentos reiterados en 12 casos y por robo en 7 casos y fue absuelto por falta de pruebas por homicidio calificado en 83 casos, por privación ilegal de la libertad calificada en 440 casos, por tormentos reiterados en 260 casos, por robo en 99 casos, por tormentos seguidos de muerte en 5 casos, por sustracción de menor en 6 oportunidades, por supresión de documento público, por reducción a servidumbre en 23 casos, por usurpación en 5 casos, por secuestro extorsivo, por extorsión en 2 casos y por falsedad ideológica en 127 casos.[6]
- Roberto Eduardo Viola fue condenado a 17 años de prisión y a inhabilitación absoluta perpetua con la accesoria de destitución.
- Armando Lambruschini fue condenado a 8 años de prisión y a inhabilitación absoluta perpetua con la accesoria de destitución.
- Orlando Ramón Agosti fue condenado a 4 años y 6 meses de prisión y a inhabilitación absoluta perpetua con la accesoria de destitución.
- Omar Domingo Rubens Graffigna y Arturo Basilio Lami Dozo fueron absueltos porque asumieron la comandancia después que se cerrara el único centro de detención de su fuerza. Leopoldo Fortunato Galtieri y Jorge Isaac Anaya fueron absueltos porque no se pudo demostrar que personal a su cargo siguiera cometiendo alguno de los delitos del sistema ilegal de represión implementado cuando ellos asumieron el poder.[6]

## Ley de Punto Final y Ley de Obediencia Debida
Luego del juicio a las juntas militares y de los alzamientos "carapintada", se dictaron dos leyes (Ley de Punto Final y Ley de Obediencia Debida) que virtualmente detuvieron las causas por los crímenes cometidos durante la dictadura. 
La Ley 23.492, llamada "de Punto Final", fue promulgada en 1986 por el presidente Raúl Alfonsín, y estableció la paralización de los procesos judiciales contra los imputados como autores penalmente responsables de haber cometido crímenes de lesa humanidad.
La Ley 23.521 "de Obediencia Debida" fue promulgada por el presidente y estableció una presunción iuris et de iure (sin admitir prueba en contrario) respecto de que los delitos cometidos por los miembros de las Fuerzas Armadas durante el Terrorismo de Estado no eran punibles, por haber actuado en virtud de la denominada "obediencia debida".
Estas normas se dictaron luego de los levantamientos "carapintadas", por iniciativa del gobierno de Alfonsín, para intentar contener el descontento de la oficialidad del Ejército Argentino, eximiendo a los militares por debajo del grado de coronel, de la responsabilidad en los delitos cometidos siguiendo la cadena jerárquica militar. De ese modo, tuvo lugar el desprocesamiento de la mayoría de los imputados en causas penales por terrorismo de Estado.
Los únicos juicios que se llevaron a cabo fueron por el robo sistemático de recién nacidos, y con causas no vinculadas directamente a crímenes de lesa humanidad (asociación ilícita, la falsificación de documentos públicos, etc.).

## Indultos presidenciales
En 1989 y en 1990, Carlos Menem firmó una serie de decretos en los que indultaba a civiles y militares condenados por delitos durante la dictadura militar, mediante los que fueron liberadas más de 1.200 personas. Entre los indultados se encontraban todos los jefes militares procesados que no habían sido beneficiados por las leyes de Punto Final y Obediencia Debida, Leopoldo Galtieri, Jorge Isaac Anaya, Basilio Lami Dozo, Jorge Rafael Videla, Emilio Massera, Orlando Ramón Agosti, Roberto Viola, Armando Lambruschini, Ramón Camps, Ovidio Riccheri, Norma Kennedy, Duilio Brunello, José Alfredo Martínez de Hoz y Guillermo Suárez Mason.

## Escraches
En abril de 1995 surgió un nuevo organismo llamado HIJOS cuya sigla expresa los lineamientos básicos de la organización: Hijos e Hijas por la Identidad y la Justicia contra el Olvido y el Silencio, que en sus orígenes estuvo integrado por hijos de detenidos, desaparecidos, expresos. En el marco de la ausencia total de cualquier posibilidad de investigación y condena jurídica para los responsables de las desapariciones, los secuestros, los tormentos y las muertes de miles de personas; esta organización construyó una nueva herramienta diferente orientada también a la condena pero anclada en lo social y en lo político. El «escrache» se instauró como una práctica social punitiva con valor de condena social frente a la ausencia de justicia a la que no se renuncia como organización; esto es, como un mecanismo en contra del bloque de impunidad instituido para desmentir y confrontar la «verdad y las formas jurídicas estatales» o los discursos que circulaban.

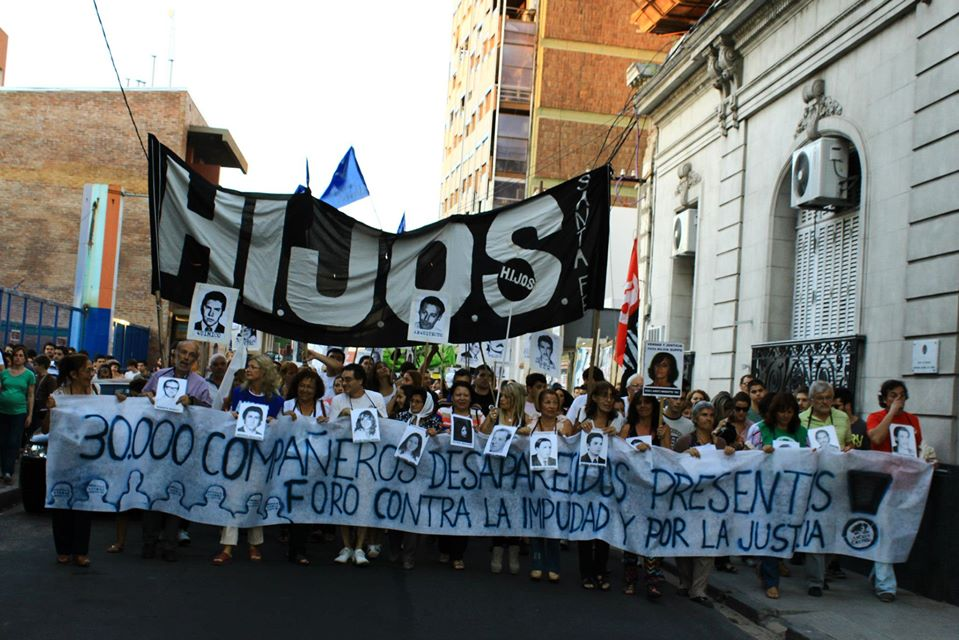
Movilización por el Día de la Memoria por la Verdad y la Justicia 2013 en Santa Fe.

## Juicios por la Verdad
En 1998 se presentó ante la Comisión Interamericana de Derechos Humanos (CIDH)  una de las fundadoras de Abuelas de Plaza de Mayo, Carmen Aguiar de Lapacó, y alegó que el Estado argentino vulneraba el derecho a la verdad y el derecho a la justicia, debido a las leyes de impunidad y el perdón presidencial no podían ser invocados para impedir también la determinación de lo ocurrido con Alejandra Lapacó y el destino final de su cuerpo; pues el delito de desaparición forzada continuaba en ejecución hasta tanto la víctima no apareciera. En 1999 se firmó un Acuerdo de Solución Amistosa entre las partes en el que el Estado argentino se comprometía a garantizar una investigación por la verdad de los hechos denunciados en el ámbito de la justicia penal aunque sin posibilidad de imputación y de condena. También se le asignaba competencia exclusiva a las Cámaras Nacionales en lo Criminal y Correccional Federal de todo el país para conocer en todos los casos de averiguación de la verdad sobre el destino de las personas desaparecidas con anterioridad al 10 de diciembre de 1983, con la excepción de las causas por secuestro de menores ya que habían quedado por fuera de los impedimentos legales consagrados por las leyes y los indultos.
A partir del Acuerdo se reabrieron en todas las provincias las investigaciones penales sin posibilidad de imputación y de condena. A esta etapa judicial las causas en investigación se denominaron “Juicios por la Verdad Histórica”. En ella, las personas señaladas como responsables eran citados como testigos ya que no podían ser procesados y condenados; y debían cumplir con la obligación de decir la verdad de todo cuanto sabían bajo pena de estar cometiendo el delito de falso testimonio. En este marco aquellos que se negaron a declarar fueron sometidos a algunos días de arresto por los jueces.

## Anulación de las leyes y los indultos
En 2003, estas leyes fueron declaradas nula por el Congreso Nacional Argentino y cuando fueron declaradas inconstitucionales por la Corte Suprema de Justicia en 2005, muchas de estas personas volvieron a ser enjuiciadas.
A partir de ese momento comenzaron a llevarse a cabo nuevos juicios por delitos de lesa humanidad  contra los responsables de las violaciones a los derechos humanos que fueron consecuencia del terrorismo de Estado ocurrido durante el Proceso de Reorganización Nacional.
Estos procesos no están solamente relacionados con la derogación de las llamadas leyes de impunidad  y la reapertura de los juicios contra los responsables del terrorismo de Estado, sino también con la recuperación de los niños apropiados y la aparición de leyes reparatorias y políticas de estado con respecto a espacios de la memoria.
Como parte de estas políticas 106 lugares que habías sido centros clandestinos de detención  fueron señalizados por el estado y convertidos en espacios para la memoria.
Entre otros se han creado el Centro Cultural de la Memoria Haroldo Conti y el Espacio Memoria y Derechos Humanos.